# Реторта
Рето́рта (англ. retort, vessel, нім. Retorte f) —

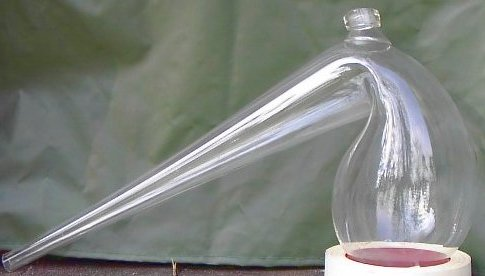
Реторта

- 1) Лабораторна посудина грушоподібної форми з повернутим у бік носиком для перегонки й розкладання речовини нагріванням. Виготовляється з вогнетривкого скла, порцеляни або металу. Застосовується також для хімічних реакцій, які протікають при сильному нагріванні.
- 2) Вогнетривка посудина різних форм, у якій нагрівають матеріали в промислових печах. Застосовують, зокрема для піролізу та газифікації твердого палива, при дистиляційному способі одержання деяких кольорових металів, наприклад, цинку. Реторти ставлять у ретортних печах, обігрівають іззовні топковими газами та ін. теплоносіями.